# Kessel von Cabárceno
Der Kessel von Cabárceno (spanisch Caldero de Cabárceno) wurde 1912 im Cabárceno-Naturpark (auch als Valle de Penagos bekannt) in der Provinz Cantabria in Spanien in einer antiken römischen Eisenmine gefunden. Der etwa 3000 Jahre alte Kessel wurde von einer Gruppe von Bergleuten praktisch intakt gefunden.
Bei der Untersuchung zu seinem Ursprung wurde festgestellt, dass er ein bronzezeitlicher Kessel von den Britischen Inseln war. Dies belegt indes nur scheinbar Kontakte zwischen der Iberischen Halbinsel und den Britischen Inseln, die von verschiedenen griechisch-römischen klassischen Autoren erwähnt wurden. Es besteht die Möglichkeit, dass die Römer diejenigen waren, die den Kessel in die Mine in Kantabrien brachten.
Der rundbodige, zweihenkelige unverzierte Kessel war noch nie zum Kochen verwendet worden, seine Basis war intakt und die Tatsache, dass er versteckt worden war, ist ein Zeichen dafür, dass dies ein Stück von großem Wert für eine Person oder Gruppe war.